# Élie Dupuis
Élie Dupuis (8 settembre 1994) è un cantante, musicista e attore canadese.
La sua prima apparizione pubblica è avvenuta in un programma televisivo canadese, La Fureur, nel quale si è esibito suonando il piano e cantando un medley di canzoni in inglese e francese. In seguito a questa apparizione televisiva, gli è stata offerta la possibilità di debuttare come attore nel cinema. È diventato famoso per avere recitato nel film Maman est chez le coiffeur (Mamma è dal parrucchiere), un film non doppiato in italiano nel quale interpreta la parte di Coco. Per la colonna sonora di questo film ha anche inciso due brani: Bang bang e The great escape.